# Arturo Pérez-Reverte

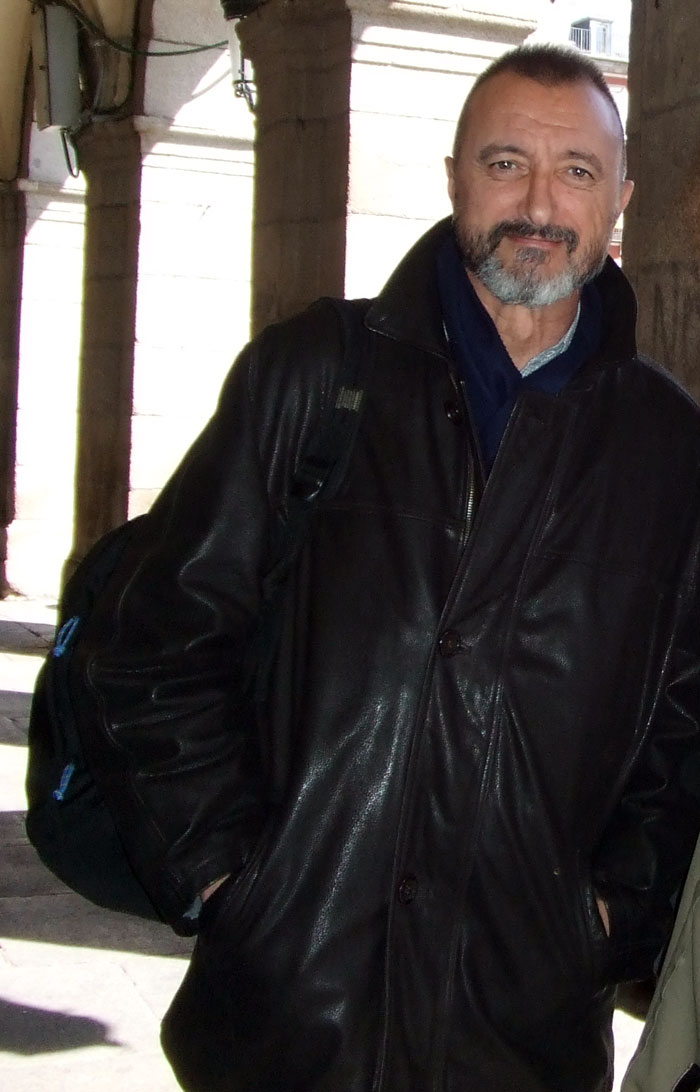
Arturo Pérez-Reverte

Arturo Pérez-Reverte (Cartagena, 25 november 1951) is een Spaans schrijver van (literaire-, vaak historische) avonturen- en misdaadromans.

## Leven en werk
Pérez-Reverte was aanvankelijk journalist en (oorlogs)correspondent in meerdere Afrikaanse landen, voor dagblad "Pueblo" en de Spaanse televisie. Sinds 1991 schrijft hij columns voor de weekbijlage "El Semanal", die maandelijks in grote oplage bij meerdere kranten verschijnt. Eind jaren tachtig begon hij ook romans te schrijven. Inmiddels is hij een van de meest vertaalde Spaanse schrijvers wereldwijd.
Het bekendste werk van Pérez-Reverte is De club Dumas (1993), een literaire thriller over Lucas Corso, een handelaar in zeldzame boeken die op zekere dag op een manuscript stuit van Alexandre Dumas' De drie musketiers en een ander mysterieus boek waarvan hij de authenticiteit moet aantonen; het is het startschot voor een avontuurlijke en sinistere tocht door archieven, bibliotheken en tweedehands boekwinkeltjes. Het boek werd in 1999 verfilmd door Roman Polanski als "The Ninth Gate" (De negende poort), met Johnny Depp in de hoofdrol. In 1993 werd ook zijn met de Grand prix de littérature policière bekroonde roman "Het paneel van Vlaanderen" (1990), spelend in de wereld van galeries, restaurateurs en veilinghuizen, verfilmd onder de titel "Uncovered", met een hoofdrol voor Kate Beckinsale.
Typerend voor zijn romans zijn de vaak impliciete dwarsverbanden die erdoorheen lopen, als in het werk van Balzac. Expliciet is de samenhang als gegeven in zijn eveneens verfilmde boekenreeks over kapitein Alatriste, een dappere, zonder omwegen handelende en erudiete veteraan uit de Tachtigjarige Oorlog, drinker ook, vrouwenliefhebber, huurmoordenaar, die rond 1623 gewond uit Vlaanderen naar Madrid terugkeert, en die van het ene avontuur in het andere valt. Het deel De zon van Breda speelt in het zeventiende-eeuwse Nederland, tijdens het Beleg van Breda (1624-1625).
De romans van Pérez-Reverte kenmerken zich verder door de diverse niveaus en lagen waarop ze geïnterpreteerd kunnen worden. Ze zijn met veel eruditie geschreven en zitten vaak vol met kleine hints, raadsels en labyrint-achtige situaties. Psychologisch zijn de karakters in zijn boeken goed uitgewerkt. Over het algemeen kan gesteld worden dat zijn kijk op de menselijke aard niet bijster positief is.
Sinds 2003 is Pérez-Reverte lid van de Real Academia Española, een instelling verantwoordelijk voor het reguleren van de Spaanse taal.
Veel van het werk van Pérez-Reverte werd in het Nederlands vertaald door Jean Schalekamp.

### Alatriste-reeks
- El capitán Alatriste (1996); Kapitein Alatriste
- Limpieza de sangre (1997); Zuiver bloed
- El sol de Breda (1998); De zon van Breda
- El oro del rey (2000); Het goud van de Koning
- El caballero del jubón amarillo (2003); Het gele wambuis
- Corsarios de Levante (2006); Corsarios van Levante
- El puente de los asesinos(2011); De brug van de moordenaars

### Falcó-reeks
- Falcó (novel) (2016)
- Eva (novel) (2017)
- Sabotaje (novel) (2018); Sabotage

### Andere Romans
- El húsar (1986)
- El maestro de esgrima (1988)
- La tabla de Flandes (1990); Het paneel van Vlaanderen
- El club Dumas (1993); De club Dumas
- La sombra del águila (1993)
- Territorio Comanche (1994); Commancheland
- Cachito: un asunto de honor (1995)
- La piel de tambor (1995); Het trommelvel
- La carta Esférica (2000); De oude zeekaart
- La Reina del Sur (2002); De koningin van het zuiden
- Cabo Trafalgar (2004); Kaap Trafalgar
- El pintor de batallas (2006); De schilder van het kwaad
- Un día de cólera (2007); Een dag van woede
- Ojos azules (2009); Blauwe ogen
- El asedio (2010); De belegering
- El tango de la guardia vieja (2012); De tango van de oude garde
- El francotirador paciente (2013);De geduldige sluipschutter
- Hombres buenos (2015); Goede mensen
- La guerra civil contada a los jóvenes (2015); De burgeroorlog zoals verteld aan jongeren
- Los perros duros no bailan (2018); Stoere honden dansen niet
- Sidi (novel) (2019)
- Línea de fuego (novel) (2020); Vuurlinie
- El italiano (novel) (2021); De Italiaan